# ロジェ・グルニエ
ロジェ・グルニエ（Roger Grenier、1919年9月19日 - 2017年11月8日）は、フランスの小説家・ジャーナリスト・放送作家。

## 略歴
ノルマンディー地方のカーンに生まれ、ピレネー山脈を見上げるベアルヌ地方の町ポーで育つ。
第二次世界大戦中はレジスタンスに参加し、1941年には兵士としてアルジェリア北東部のコンスタンティーヌにいた。
1943年11月に上京して以来、パリに在住。戦後アルベール・カミュに誘われて『コンバ』紙の記者となり、『フランス・ソワール』紙編集部を経て、1963年からガリマール出版社編集委員。
2011年、創立百周年を記念してガリマール社が刊行した大型本『セバスチャン・ボタン通り5番地』を執筆した。
フェミナ賞 (1972)、アカデミー・フランセーズ文学大賞 (1985)、アルベール・カミュ賞 (1987) 受賞。

## 日本語訳
- 『ライムライト』谷亀利一訳 早川書房(ハヤカワNV文庫)　1974
- 『シネロマン』塩瀬宏訳 白水社 1977
- 『水の鏡』須藤哲生訳 白水社 1984
- 『夜の寓話』須藤哲生訳 白水社 1992
- 『チェーホフの感じ』山田稔訳 みすず書房 1993
- 『フラゴナールの婚約者』山田稔訳 みすず書房 1997
- 『フィッツジェラルドの午前三時』中条省平訳 白水社 1999
- 『黒いピエロ』山田稔訳 みすず書房 1999
- 『ユリシーズの涙』宮下志朗訳 みすず書房 2000
- 『六月の長い一日』山田稔訳 みすず書房 2001
- 『編集室』須藤哲生訳 白水社 白水Uブックス 2002
- 『別離のとき』山田稔訳 みすず書房 2007
- 『写真の秘密』宮下志朗訳 みすず書房 2011
- 『パリはわが町』宮下志朗訳 みすず書房 2016
- 『書物の宮殿』宮下志朗訳 岩波書店 2017